# Burkhardswalde-Munzig

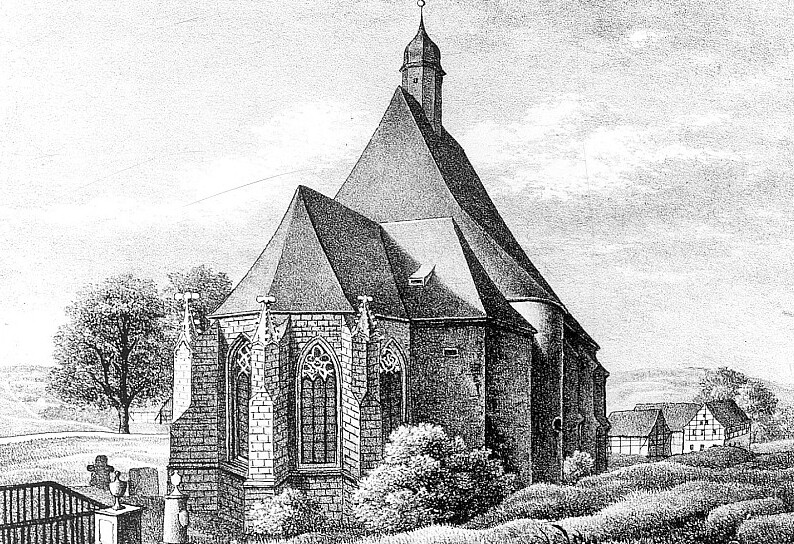
Kirche Burkhardswalde

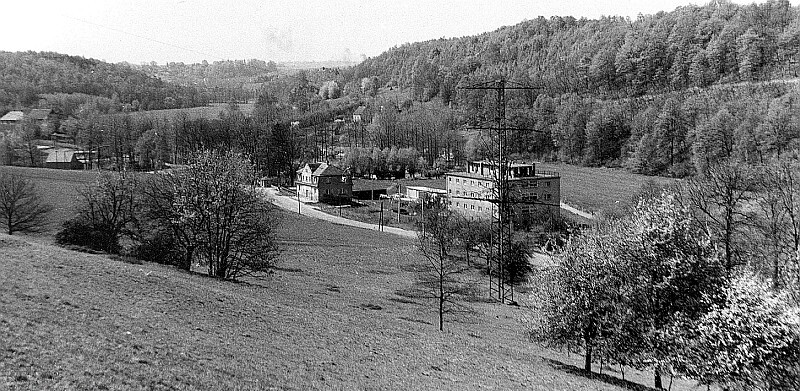
Triebischtal in Munzig, 1982

Burkhardswalde-Munzig war eine Gemeinde im Landkreis Meißen, Sachsen, ihre Ortsteile gehören heute zu Klipphausen im neuen Landkreis Meißen.
Die Gemeinde Burkhardswalde-Munzig lag südlich von Meißen im Meißner Hochland und im Tal der Triebisch. Nachbargemeinden waren Miltitz und anfänglich bis zur Eingemeindung nach Taubenheim auch Sönitz im Norden sowie Taubenheim und anfänglich bis zur Eingemeindung nach Klipphausen auch Sora im Osten. Südlich grenzten Limbach (nach dessen Eingemeindung Teil von Wilsdruff), Blankenstein (nach dessen Eingemeindung Teil von Helbigsdorf) sowie Tanneberg an, westlich benachbart war Heynitz.
Am 1. Januar 1973 schlossen sich Burkhardswalde und Munzig zu der neuen Gemeinde zusammen; Bestandteil waren ferner die Ortsteile Groitzsch und Schmiedewalde, die bereits seit dem 1. Juli 1950 zu Burkhardswalde gehört hatten. Im Jahr 1990 hatte Burkhardswalde-Munzig 1124 Einwohner. Die Gemeinde war in der Zeit der DDR Teil des Kreises Meißen und damit des Bezirks Dresden.
Am 1. März 1994 schlossen sich die Gemeinden Burkhardswalde-Munzig, Garsebach und Miltitz zur Gemeinde Triebischtal zusammen, der sich am 1. Januar 1999 Tanneberg und am 1. November 2003 auch Taubenheim anschlossen. Seit dem 1. Juli 2012 gehören Burkhardswalde und Munzig zu Klipphausen.